# Monts Tanjō

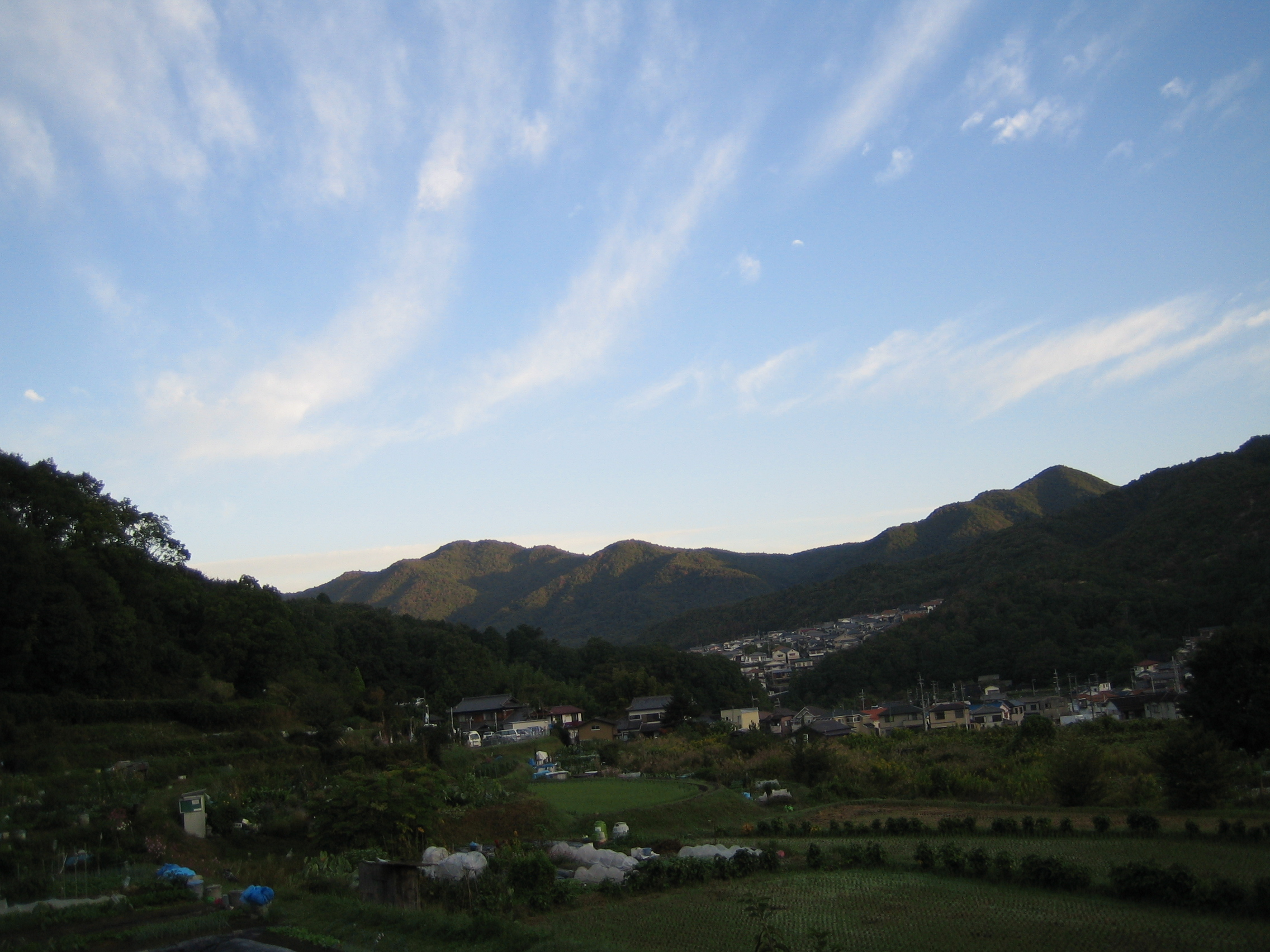
Vue des monts Tanjō à l'aube.

Les monts Tanjō (丹生山系) ou monts Tanjō-Taishaku se trouvent dans arrondissement Kita-ku de Kobe dans la préfecture de Hyōgo au Japon. 
La longueur de cette chaîne de montagnes est d'environ 17 km. Les monts Tanjō et Taishaku sont deux des principales montagnes.

## Montagnes
- Mont Tanjō
- Mont Taishaku
- Mont Chigogabaka
- Mont Shibire
- Mont Kisurashi

## Histoire
Les monts Tanjō sont peu étendus mais riches en histoire, en particulier en relation avec le Myōyō-ji (明要寺) au sommet du mont Tanjō lui-même. Le nom Tanjō, et ses anciens noms Nibu et Nyu, se réfèrent à une mine d'amalgame découverte sur la montagne. Le sanctuaire Tanjō installé au sommet du mont Tanjō est un lieu de culte de la déesse de l'amalgame que l'on croyait habiter la montagne. Même aujourd'hui, de nombreux objets religieux sont dispersés dans cette chaîne de montagnes.
Cependant, les temples bouddhistes sont incendiés par Toyotomi Hideyoshi en 1580 au cours d'une guerre entre Oda Nobunaga et Bessho Nagaharu. Hideyoshi est au service de Nobunaga et le temple Myōyō allié de Nagaharu. Les temples sont reconstruits par Hideyoshi peu après mais sont lourdement endommagés lors du mouvement Haibutsu kishaku de l'ère Meiji lorsque le bouddhisme est persécuté au profit de la religion shinto autochtone.

## Source de la traduction
- (en) Cet article est partiellement ou en totalité issu de l’article de Wikipédia en anglais intitulé « Tanjō Mountains » (voir la liste des auteurs).